# تود فورد
تود فورد هو لاعب هوكي الجليد كندي، ولد في 1 مايو 1984 في كالغاري في كندا.

## وصلات خارجية
- تود فورد على موقع دوري الهوكي الوطني (الإنجليزية)
- تود فورد على موقع EliteProspects.com (الإنجليزية)
- تود فورد على موقع HockeyDB.com (الإنجليزية)